# Paul Thorfinnsson
Paul ou Pall Ier  Thorfinnsson (mort vers 1099) fut co-comte des Orcades entre 1065 et 1098, conjointement avec son frère Erlend Thorfinnsson.

## Biographie
Paul ou Pall Ier Thorfinnsson est le fils aîné du Jarl Thorfinn le Puissant à la mort duquel il hérite conjointement des Orcades avec son frère cadet Erlend. Il semble que les deux frères aient porté comme héritiers le titre de Comte de Caithness dès 1057.
Dans ce nouveau partage des îles en deux c'est la part antérieurement dévolue à Einar Sigurdsson qui disparaît : les paroisses d'Orphir de Stromness et les îles du sud sont jointes à l'ouest de Mainland pour former la moitié qui revient à Paul Ier Thorfinnsson puis à ses héritiers : Haakon Paulsson et enfin Harald Maddadsson
Paul Ier comme son frère participe à l'invasion de l'Angleterre dans l'armée de Harald III de Norvège. Après la défaite et la mort de roi Harald III en septembre 1066 lors de la Bataille de Stamford Bridge il regagne les Orcades en compagnie d'Olaf le second fils du vaincu.   
Paul Ier et Erlend vivent en bonne intelligence jusqu'à ce que vers 1090 les ambitions du fils du premier, Haakon Paulsson, viennent troubler leur accord. Haakon bani en Norvège en 1093 s'exiler ensuite en Suède au cours des années suivantes. Il semble qu'il soit à l'origine de l'initiative du roi Magnus III de Norvège de se  rendre aux Orcades au printemps 1098 afin de créer un apanage pour son fils le jeune Sigurd.
Pall Ier comme son frère Erland, est déposé et envoyé en captivité en Norvège où il meurt lui aussi  peu après son arrivée sans doute de maladie à Bergen.

## Union et postérité
Paul Ier avait épousé une fille du Jarl norvégien Ivarr Ivarsson dont un fils et quatre filles qui lui donnèrent une large descendance :
- Haakon Paulsson ;
- Thora qui épouse en Norvège Halldor fils de Brynjolfr « le chameau ».
- Ingiridr qui épouse Einarr « corneille de Voss ».
- Herbjorg qui fut elle-même la mère de :
  - Ingibjorg « bien née » épouse de Sigurd de Vestnes dont
    - Haakon « piolet » et Brynjolfr
- Ragnhild mère de :
  - Benedikt
    - Ingibjorg
      - Erlingr « l'archidiacre »

  - Bergljot épouse d'Havard Gunnasson dont
    - Magnus, Haakon « la griffe», Dufnfall et Thorsteinn

Tous ses personnages joueront un rôle dans les luttes ultérieures inextricables pour le contrôle des Orcades

## Sources
- (no) Nils Petter Thuesen, « Pål Torfinnsson », Norsk biografisk leksikon,consulté le 13 octobre 2013.
- (en) Mike Ashley, The Mammoth Book of British Kings & Queens, Robinson London (ISBN 1841190969) « Paul (I) & Erlend II » p. 450.
- Jean Renaud, Les Vikings et les Celtes, Éditions Ouest-France Université, Rennes, 1992  (ISBN 2-7373-0901-8)